# Le Brady

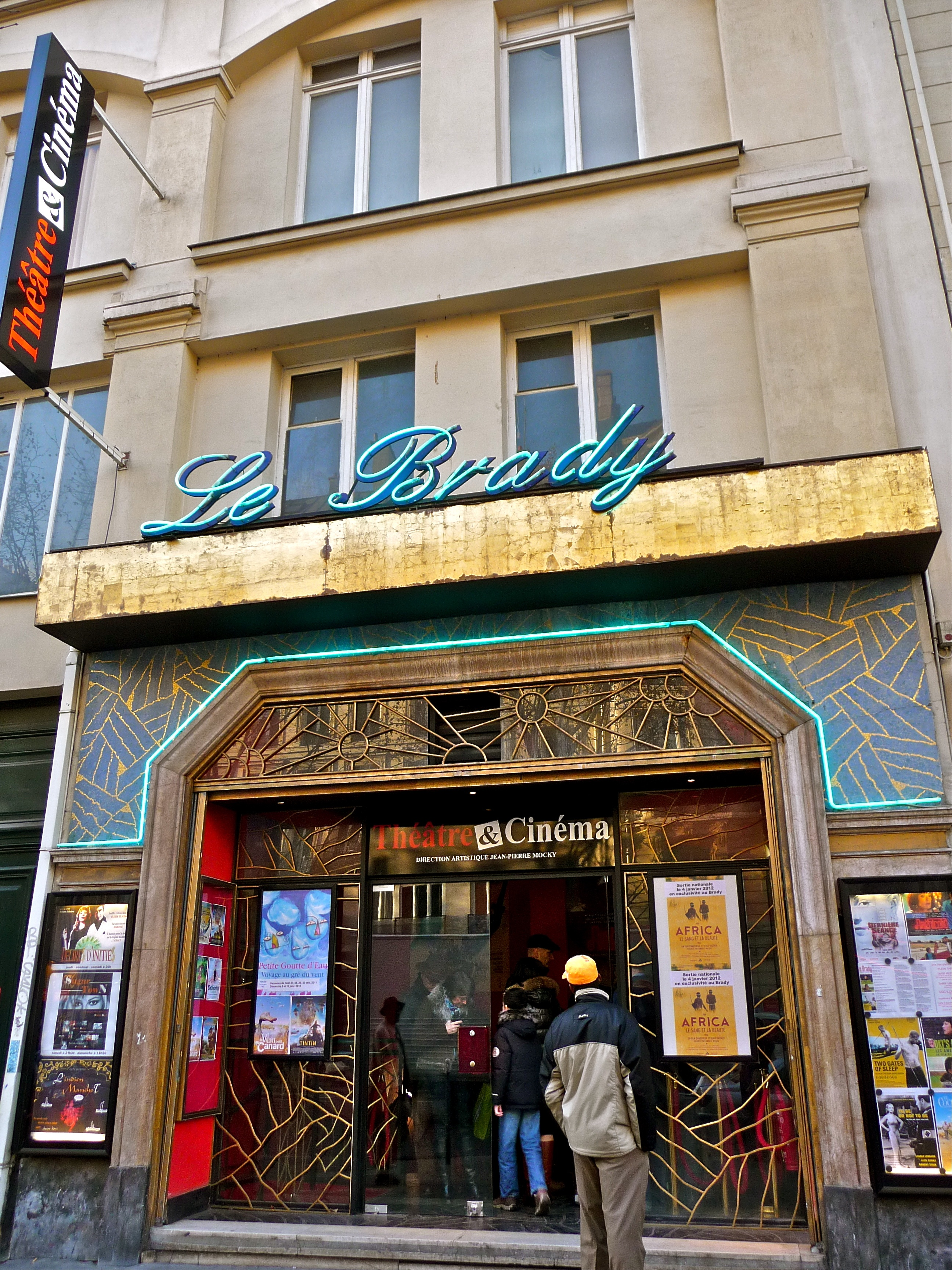

Le Brady è un cinema di Parigi. Si trova al numero 39 di boulevard de Strasbourg, nel X arrondissement. È stato inaugurato nel 1956 ed è rimasto a lungo un luogo di riferimento per gli appassionati di film di serie b e serie z, frequentato anche da François Truffaut e Quentin Tarantino. Nel 1994 è stato acquistato dal regista Jean-Pierre Mocky. Nel 2011 è stato rivenduto e oggi è classificato come cinema d'essai.
L'ingresso del cinema compare in alcune scene del film Les Chansons d'amour di Christophe Honoré.
La storia del Brady è raccontata in Le Brady : cinéma des damnés di Jacques Thorens, che vi ha lavorato come proiezionista.